# Adam Armstrong (football)
Pour les articles homonymes, voir Adam Armstrong et Armstrong.
Adam James Armstrong, né le 10 février 1997 à Newcastle upon Tyne, est un footballeur anglais qui évolue au poste d'attaquant à West Bromwich Albion, en prêt du Southampton FC.

## Biographie

### En club
Le 28 juillet 2015, il est prêté pour six mois à Coventry City (D3 anglaise).
Le 17 juillet 2017, Armstrong est prêté pour six mois aux Bolton Wanderers. De retour à Newcastle début janvier 2018 après avoir inscrit trois buts en vingt-trois matchs avec Bolton, il est prêté dans la foulée aux Blackburn Rovers jusqu'à la fin de la saison. Auteur de neuf buts en vingt-et-un matchs sous le maillot des Rovers, il retrouve Newcastle à l'issue de la saison.
Le 6 août 2018, Armstrong s'engage pour quatre ans avec les Blackburn Rovers.
En 2020-2021, Adam Armstrong inscrit vingt-huit buts en quarante matchs de D2 anglaise.
Le 10 août 2021, il s'engage pour quatre ans avec le Southampton FC.

### En sélection
Il fait partie des vingt joueurs sélectionnés en équipe d'Angleterre espoirs pour disputer le Festival international espoirs 2018. Le 26 mai 2018, il honore sa première sélection avec l'Angleterre espoirs en étant titularisé face à la Chine (victoire 2-1).

## Statistiques
| Saison                | Club                        | Championnat           | Championnat | Championnat | Coupe nationale | Coupe nationale | Coupe de la Ligue | Coupe de la Ligue | Total | Total |
| Saison                | Club                        | Division              | M.          | B.          | M.              | B.              | M.                | B.                | M.    | B.    |
| 2013-2014             | Newcastle United            | Premier League        | 4           | 0           | -               | -               | -                 | -                 | 4     | 0     |
| 2014-2015             | Newcastle United            | Premier League        | 11          | 0           | 1               | 0               | 3                 | 0                 | 15    | 0     |
| 2016-2017             | Newcastle United            | Championship          | 2           | 0           | -               | -               | -                 | -                 | 2     | 0     |
| Sous-total            | Sous-total                  | Sous-total            | 17          | 0           | 1               | 0               | 3                 | 0                 | 21    | 0     |
| 2015-2016             | Coventry City (prêt)        | League One            | 40          | 20          | -               | -               | -                 | -                 | 40    | 20    |
| 2016-2017             | Barnsley FC (prêt)          | Championship          | 34          | 6           | 1               | 0               | -                 | -                 | 35    | 6     |
| 2017-2018             | Bolton Wanderers (prêt)     | Championship          | 20          | 1           | -               | -               | 3                 | 2                 | 23    | 3     |
| 2017-2018             | Blackburn Rovers (prêt)     | League One            | 21          | 9           | -               | -               | -                 | -                 | 21    | 9     |
| Sous-total            | Sous-total                  | Sous-total            | 115         | 36          | 1               | 0               | 3                 | 2                 | 119   | 38    |
| 2018-2019             | Blackburn Rovers            | Championship          | 44          | 5           | 2               | 1               | 2                 | 3                 | 48    | 9     |
| 2019-2020             | Blackburn Rovers            | Championship          | 46          | 16          | 1               | 1               | 1                 | 0                 | 48    | 17    |
| 2020-2021             | Blackburn Rovers            | Championship          | 40          | 28          | 1               | 0               | 2                 | 1                 | 43    | 29    |
| Sous-total            | Sous-total                  | Sous-total            | 130         | 49          | 4               | 2               | 5                 | 4                 | 139   | 55    |
| 2021-2022             | Southampton FC              | Premier League        | 23          | 2           | 4               | 0               | 1                 | 0                 | 28    | 2     |
| 2022-2023             | Southampton FC              | Premier League        | 30          | 2           | 3               | 1               | 6                 | 0                 | 39    | 3     |
| 2023-2024             | Southampton FC              | Championship          | 49          | 24          | 3               | 0               | -                 | -                 | 52    | 24    |
| 2024-2025             | Southampton FC              | Premier League        | 20          | 2           | 1               | 0               | 2                 | 1                 | 23    | 3     |
| Sous-total            | Sous-total                  | Sous-total            | 122         | 30          | 11              | 1               | 9                 | 1                 | 142   | 32    |
| 2024-2025             | West Bromwich Albion (prêt) | Championship          | 5           | 1           | -               | -               | -                 | -                 | 5     | 1     |
| Sous-total            | Sous-total                  | Sous-total            | 5           | 1           | -               | -               | -                 | -                 | 5     | 1     |
| Total sur la carrière | Total sur la carrière       | Total sur la carrière | 389         | 116         | 17              | 3               | 20                | 7                 | 426   | 126   |

## Palmarès

### En club
- Newcastle United
  - Champion d'Angleterre de deuxième division en 2017.
- Blackburn Rovers
  - Vice-champion d'Angleterre de troisième division en 2018.

### En sélection
- Angleterre -17 ans
  - Vainqueur du Championnat d'Europe en 2014.
- Angleterre -20 ans
  - Vainqueur de la Coupe du monde en 2017.
- Angleterre espoirs
  - Vainqueur du Festival international espoirs en 2018.

### Distinctions personnelles
- Membre de l'équipe-type du Championnat d'Angleterre de troisième division en 2016.
- Élu joueur du mois du Championnat d'Angleterre de deuxième division en janvier 2019.
- Membre de l'équipe-type du Championnat d'Angleterre de deuxième division en 2021 et 2024.